# Грива
Грива (на латински: Juba) се нарича дългата космена покривка по шията и гърба при някои видове бозайници. При различни видове животни тя се появява като вторичен полов белег при мъжките в знак на полов диморфизъм. Формата и обема са изключително разнообразни, както при различните видове бозайници, така и при екземплярите от един и същи вид. В частност като грива се обозначават дългите косми израстващи в областта на долната челюст и долната част на крайниците при някои северни и тежковозни породи коне. Косата също представлява „грива при хората“, макар че наименованието ѝ и съдържанието, с което се използва думата са съвсем различни и не носят това значение.

## Значение
Гривата служи като защита на част от тялото от дъждовна вода при валеж. Тя е устроена така, че попадналите капки вода да преминат по космената покривка без да достигат кожата. Служи и за терморегулация на тялото. В много от случаите пречи на ухапвания от насекоми, допълнително подпомагана и от движенията на опашката.

## Галерия
- Грива на кон
- Грива на морски лъв
- Грива на лъв
- Грива на брадавичеста свиня
- Грива на гну
- Грива на павиан
- Грива на бизон
- Грива на гривест вълк